# Ralph Hill
Ralph Hill, född 26 december 1908 i Klamath Falls i Oregon, död 17 oktober 1994 i Klamath Falls i Oregon, var en amerikansk friidrottare.
Hill blev olympisk silvermedaljör på 5 000 meter vid sommarspelen 1932 i Los Angeles.